# Головач, Платон Романович
Плато́н Рома́нович Голова́ч (бел. Платон Раманавіч Галавач; 18 апреля (1 мая) 1903,
дер. Побоковичи Бобруйского уезда Минской губернии (ныне Горбацевичского сельсовета Бобруйского района Могилёвской области Беларуси — 29 октября 1937, Минск, СССР) — белорусский советский писатель, общественный деятель.

## Биография
Родился в крестьянской семье. Рано оставшись сиротой, с 7 лет работал пастухом. Обучался в церковно-приходской школе, ещё в школьные годы начал участвовать в литературном кружке.
Один из организаторов комсомольского движения в волости. В 1920 году создал комсомольскую ячейку в родной деревне. Активно участвовал в ликвидации безграмотности среди взрослого населения, организовал клуб и избу-читальню. Вместе с другими комсомольцами доставлял из Бобруйска газеты. Стал селькором уездной газеты «Камуніст», писал статьи о жизни деревенской комсомольской ячейки.
В условиях, когда в волости вооружёнными формированиями Булак-Балаховича уничтожались сельские активисты, поджигались деревни, комсомолец Платон Головач работал на самых ответственных участках.
Бобруйский уездный комитет заметил активного комсомольца и направил его на учёбу в Минскую партийную школу. В 1926 г. окончил Коммунистический университет Белоруссии.
В 1922—1923 годах работал инструктором Борисовского уездного комитета комсомола, в 1923 году вступил в ВКП(б), с 1926 года — заведующий орготдела, а с 1928 года — первый секретарь ЦК комсомола Белоруссии. Редактировал газету «Чырвоная змена»,
литературные журналы «Маладняк» и «Полымя». Проводил большую общественно-воспитательную и просветительскую работу.
В 1923—1928 годах руководил литературной организацией «Маладняк». В ноябре 1928 года объединение было реорганизовано в Белорусскую ассоциацию пролетарских писателей (бел. Беларуская асацыяцыя пралетарскіх пісьменьнікаў). Член БелАПП.
Избирался членом ЦК КП Беларуси (1927—1930) и ЦИК БССР (1927—1935). В 1934 году был принят в Союз писателей СССР.
В 1930-е годы П. Головач, как и большинство бывших «маладняковцев», был репрессирован. В 1937 году был арестован, тройкой НКВД осуждён как «организатор террористической группировки» и за «проведение немецко-фашистской деятельности» приговорён к высшей мере наказания.
Расстрелян в Минской тюрьме НКВД. Реабилитирован в 1956 году.

## Творчество
Одновременно с общественной занимался и литературной деятельностью. Печататься начал с 1921 года.
Платон Головач — автор романов, повестей, сборников рассказов и очерков:
- «Загубленная жизнь» / «Загубленае жыццё» (1925),
- «Мелочи жизни» / «Дробязі жыцця» (1927),
- «Хочется жить» / «Хочацца жыць» (1930),
- «Виноватый» / «Вінаваты» (1930),
- «Переполох на межах»[3] / «Спалох на загонах» (1930),
- «Доллары» / «Даляры» (1931),
- «Рассказы» / «Апавяданні» (1934),
- «От Медвежьей горы к Белому морю» / «Ад Мядзведжай гары да Белага мора» (1934)
- «Сквозь годы» / «Праз гады» (1935),
- «Носители ненависти» / «Носьбіты нянавісці» (1936),
- «Они не пройдут!» / «Яны не пройдуць!» (1937) и др.

Произведения писателя переводились на русский, польский, украинский, чешский, еврейский и другие языки.

## Память
- На здании школы в д. Горбацевичи Бобруйского района, где учился писатель, установлена мемориальная доска.
- В музее д. Сычково создана экспозиция, посвящённая П. Головачу.
- В Могилёве его именем названа улица, в Бобруйске - улица и переулок.
- В апреле 2003 года в Беларуси была выпущена почтовая карточка с оригинальной маркой, посвящённая 100-летию со дня рождения Платона Головача.